# Łany (Mierzawa)
Łany – kolonia wsi Mierzawa w Polsce, położona w województwie świętokrzyskim, w powiecie jędrzejowskim, w gminie Wodzisław.
W gminie Wodzisław istnieje także wieś o nazwie Łany.
W latach 1975–1998 kolonia należała administracyjnie do województwa kieleckiego.